# شکار ران

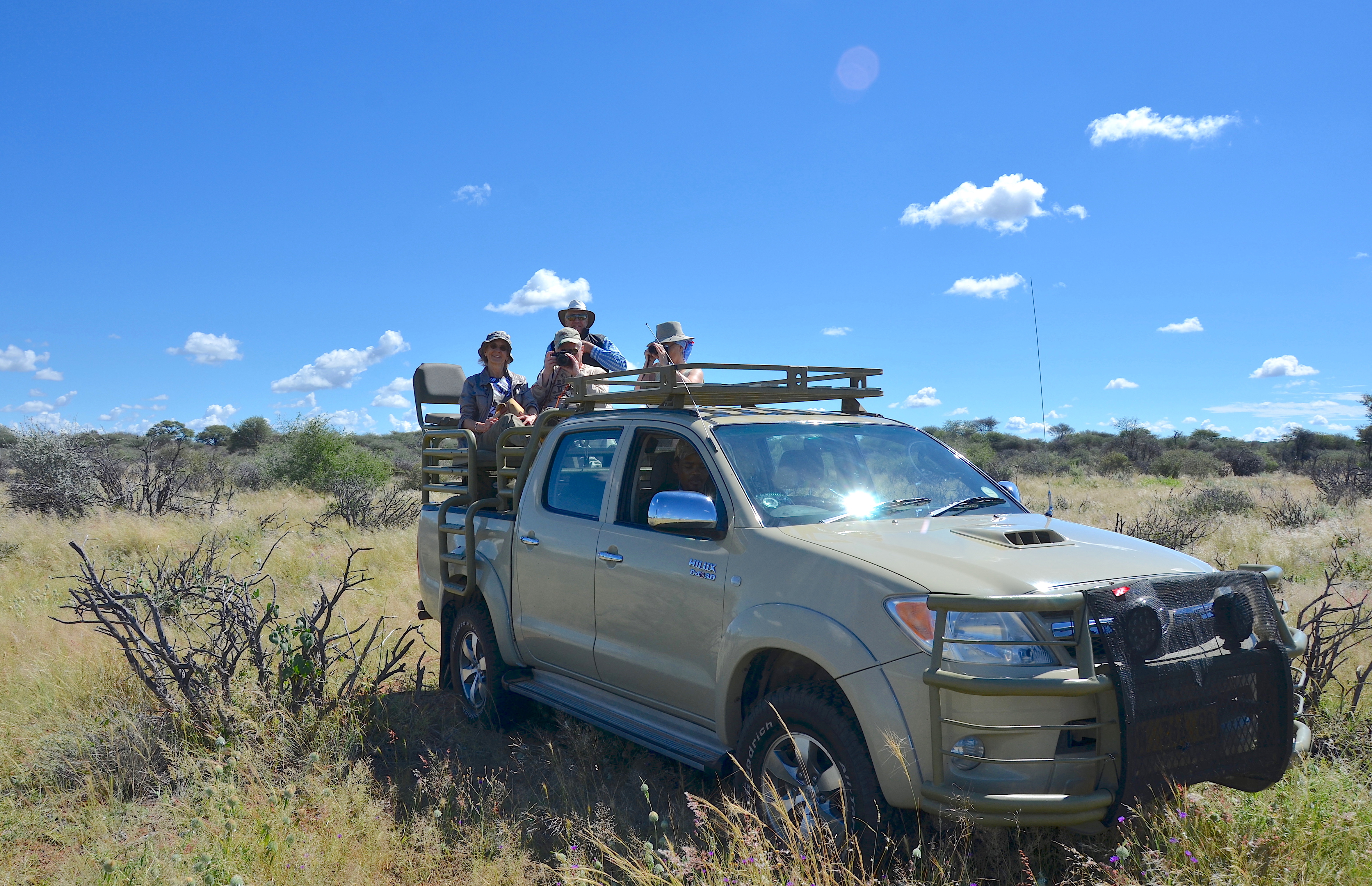
شکار رانی در نامیبیا

شکار ران (انگلیسی: Game Drive) یا تور گردان و همچنین گردشگر ران عنوانی است کلی و برگرفته از دو واژهٔ گوشت شکار و رانندگی. این عنوان معمولاً با مقوله‌های سافاری و مسافرت ارتباط تنگاتنگی دارد. شکار رانی می‌تواند به وسیلهٔ ماشین شخصی و در مناطق خاص یا در پارک‌های ملی و ذخیره‌گاه‌ها صورت پذیرد. خودروهای شکار رانی معمولاً، شباهت بسیار زیادی به وسایل نقلیه مسابقات آف‌رود دارند.

## نگارخانه

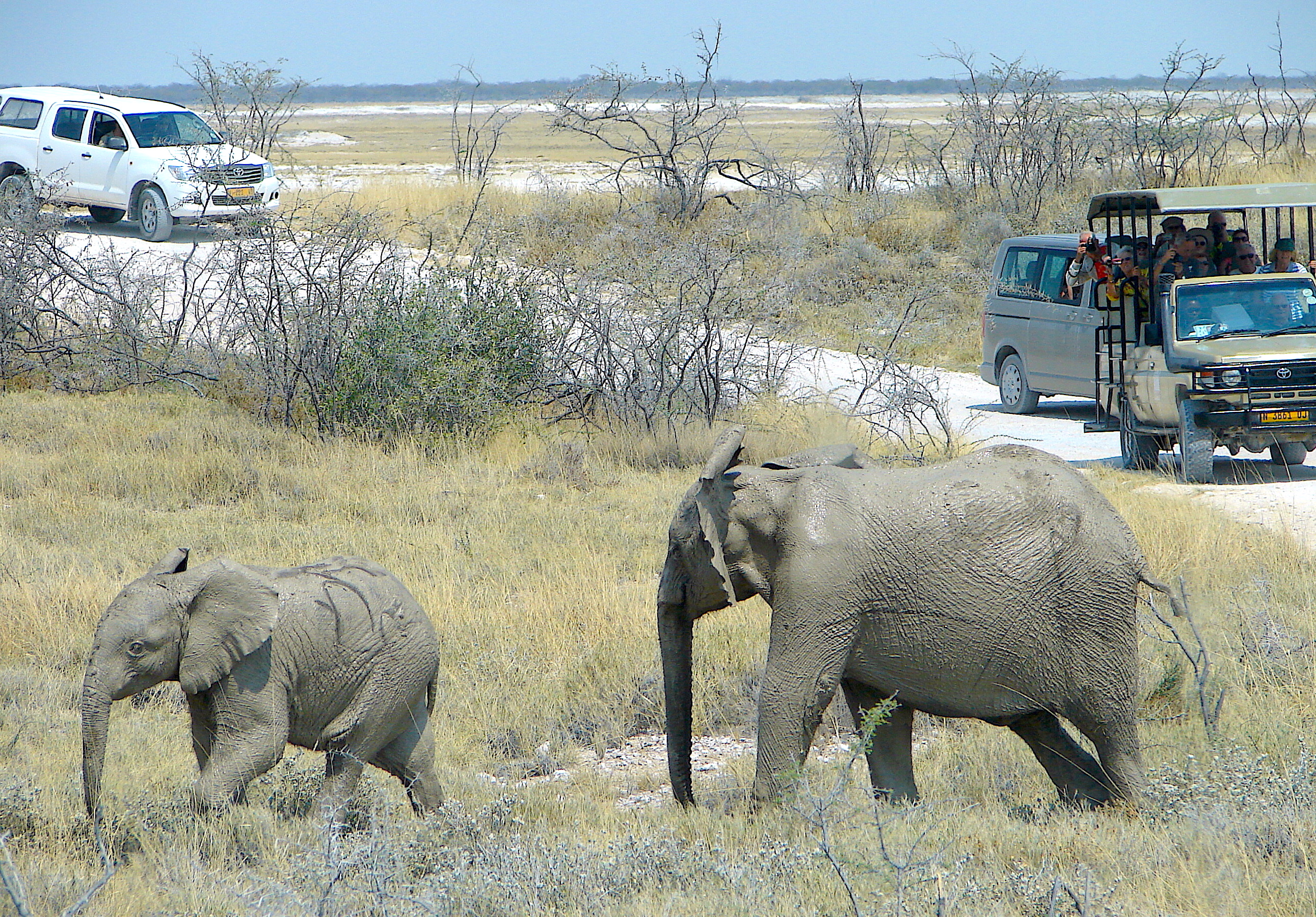